# جو لوك
جو لوك (بالإنجليزية: Joe Locke)‏ هو عازف جاز وملحن أمريكي، ولد في 18 مارس 1959 في بالو ألتو في الولايات المتحدة.

## وصلات خارجية
- جو لوك على موقع ميوزك برينز (الإنجليزية)
- جو لوك على موقع أول ميوزيك (الإنجليزية)
- جو لوك على موقع ديسكوغز (الإنجليزية)